# Ludwig Museum Boedapest
Het Ludwigmuseum Boedapest (Ludwig Múzeum – Kortárs Művészeti Múzeum, kortweg: Lumú) is het enige museum in Hongarije voor internationale, hedendaagse kunst. Het museum bevindt zich sinds 2005 in het kunstencomplex Müpa in Boedapest. Het museum maakt deel uit van de Ludwigmusea.

## Geschiedenis
De samenwerking tussen de Hongaarse overheid en Peter en Irene Ludwig startte in 1989 met een schenking van 70 werken van hedendaagse kunstenaars (waaronder Pablo Picasso). Deze collectie werd in 1991 aangevuld met een bruikleen van nog eens 95 werken uit de Hongaarse Nationale Galerie, waarna het Ludwigmuseum Boedapest werd geopend in de Burcht van Boeda (Budavári Palota), waar de Hongaarse Nationale Galerie al bevond. In 1996 werd de Hongaarse sectie hedendaagse kunst aanzienlijk uitgebreid en ging het museum voluit Ludwigmuseum – Museum voor Hedendaagse Kunst heten. In 2005 verhuisde het museum naar de nieuwbouw van het Paleis voor de Kunsten (Művészetek Palotája) op de oever van de Donau, dat zich sinds 2015 Müpa noemt.
Sinds 2015 is het Ludwigmuseum verantwoordelijk voor het Hongaarse paviljoen op de Biënnale van Venetië.

## De collectie
De museumcollectie bestaat in 2019 uit rond de 200 werken, waarvan 70 schenkingen uit de Collectie Ludwig, en omvat onder andere:
- Moderne en hedendaagse (voornamelijk Amerikaanse kunst): Andy Warhol, Claes Oldenburg, Roy Lichtenstein, Jasper Johns, Chuck Close, Malcolm Morley en Richard Estes.
- De Oost-Europese collectie met voornamelijk werken van avant-gardebewegingen uit de jaren zestig en zeventig: Ilona Keserü, László Lakner, Krisztán Frey en György Jovánovics.
- De collectie werken van onder andere Fluxus, De Nieuwe Wilden en conceptuele kunst: A. R. Penck, Georg Baselitz, Markus Lüpertz, Joseph Beuys en Arnulf Rainer.